# Pseudopoda interposita
Pseudopoda interposita là một loài nhện trong họ Sparassidae.
Loài này thuộc chi Pseudopoda. Pseudopoda interposita được miêu tả năm 2007 bởi Peter Jäger & Vedel.